# Orkan Wiebke

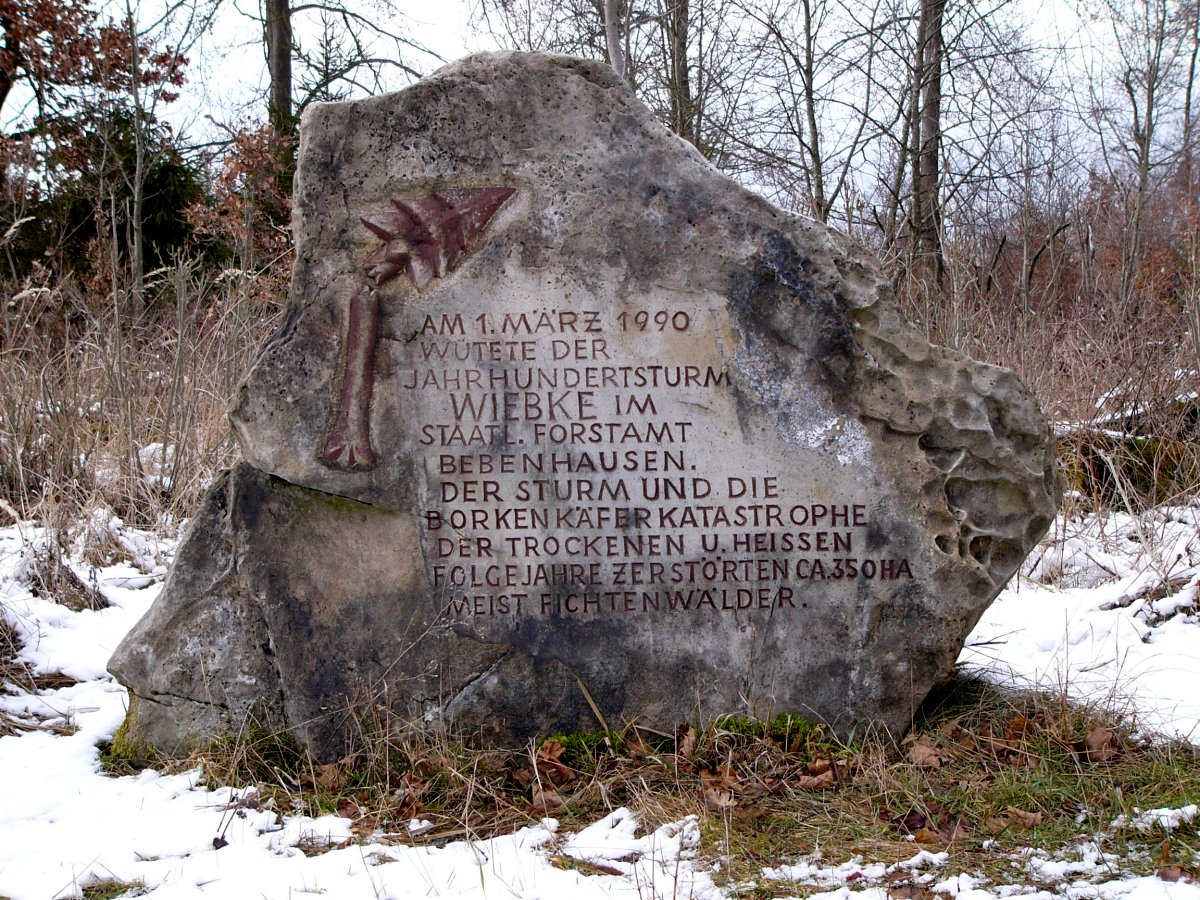
Gedenkstein zur Erinnerung an die zerstörerische Katastrophe in einem betroffenen Forstgebiet

Wiebke war ein schwerer Orkan, der in der Nacht vom 28. Februar auf den 1. März 1990 über Deutschland sowie Teilen der Schweiz und Österreichs wütete. Er schloss eine Reihe von acht Stürmen ab, die im Spätwinter 1990 über West- und Mitteleuropa wüteten (Daria, Herta, Judith, Nana, Ottilie, Polly, Vivian und Wiebke).

## Beschreibung
Wiebke erreichte Windgeschwindigkeiten von 130 bis 200 km/h, am Jungfraujoch in der Schweiz gab es sogar Orkanböen von 285 km/h.

## Opfer und Schäden
Insgesamt forderte der Sturm 35 Todesopfer. Der entstandene Schaden in der Forstwirtschaft, an Häusern oder Autos ging in die Milliarden. Besonders in Mittelgebirgsregionen wurden eine große Anzahl von Bäumen, insbesondere ganze Fichten-, Douglasien- und Buchenbestände, wie Streichhölzer geknickt oder geworfen. Hochrechnungen gehen von 60 bis 70 Millionen Festmetern Sturmholz in den deutschen Wäldern aus, das entsprach damals in etwa dem doppelten Jahreseinschlag in Deutschland. Infolge aufgeschobener Durchforstungsmaßnahmen waren die Schadensursachen im Forst mancherorts hausgemacht.
Der Orkan beschädigte das Kunststoffmodell der Kreuzblumen des Kölner Domes aus dem Jahr 1980 schwer.

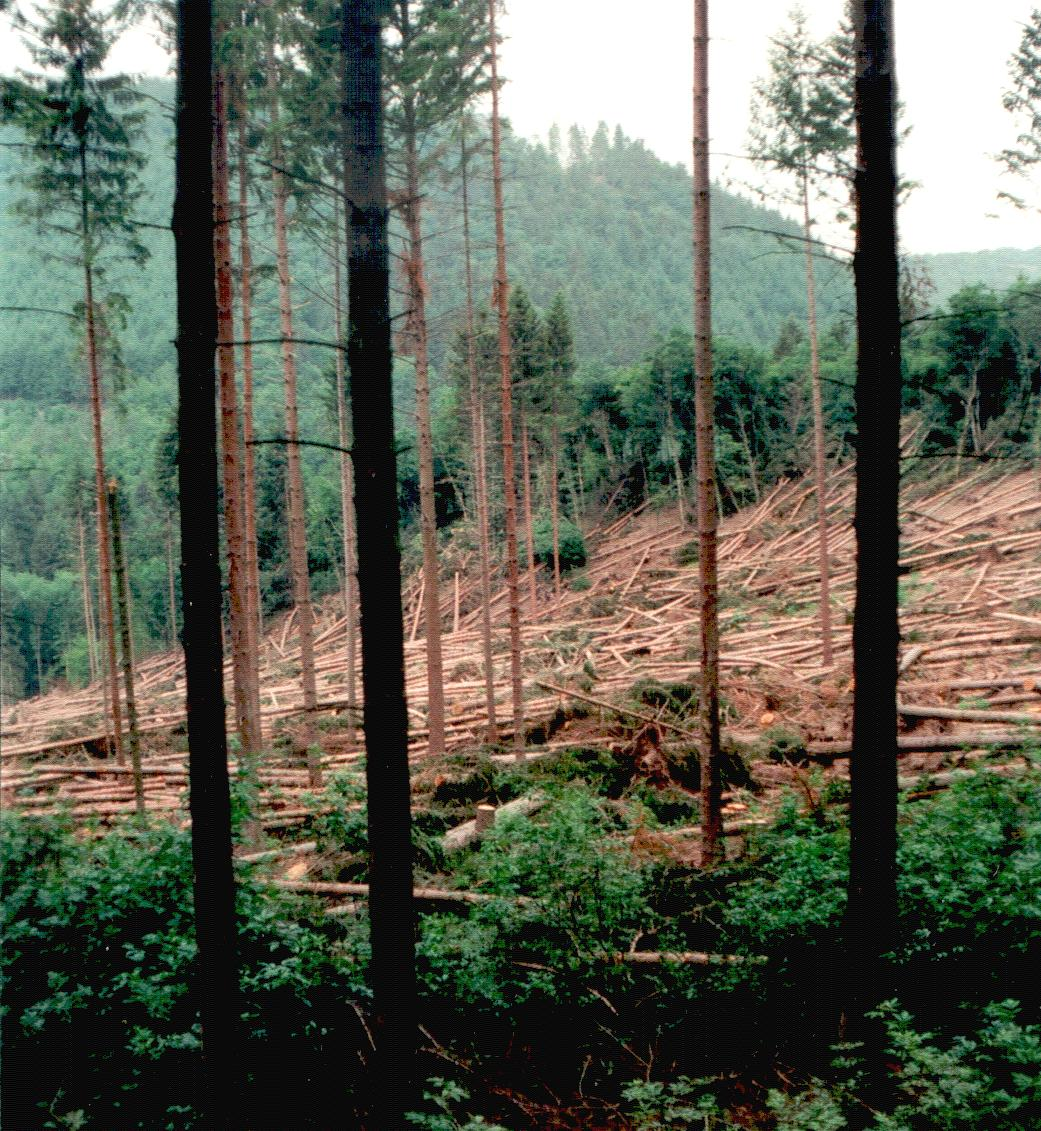
Vom Sturm Wiebke geworfener Waldbestand aus Fichte und Douglasie bei Plein (Landkreis Bernkastel-Wittlich)

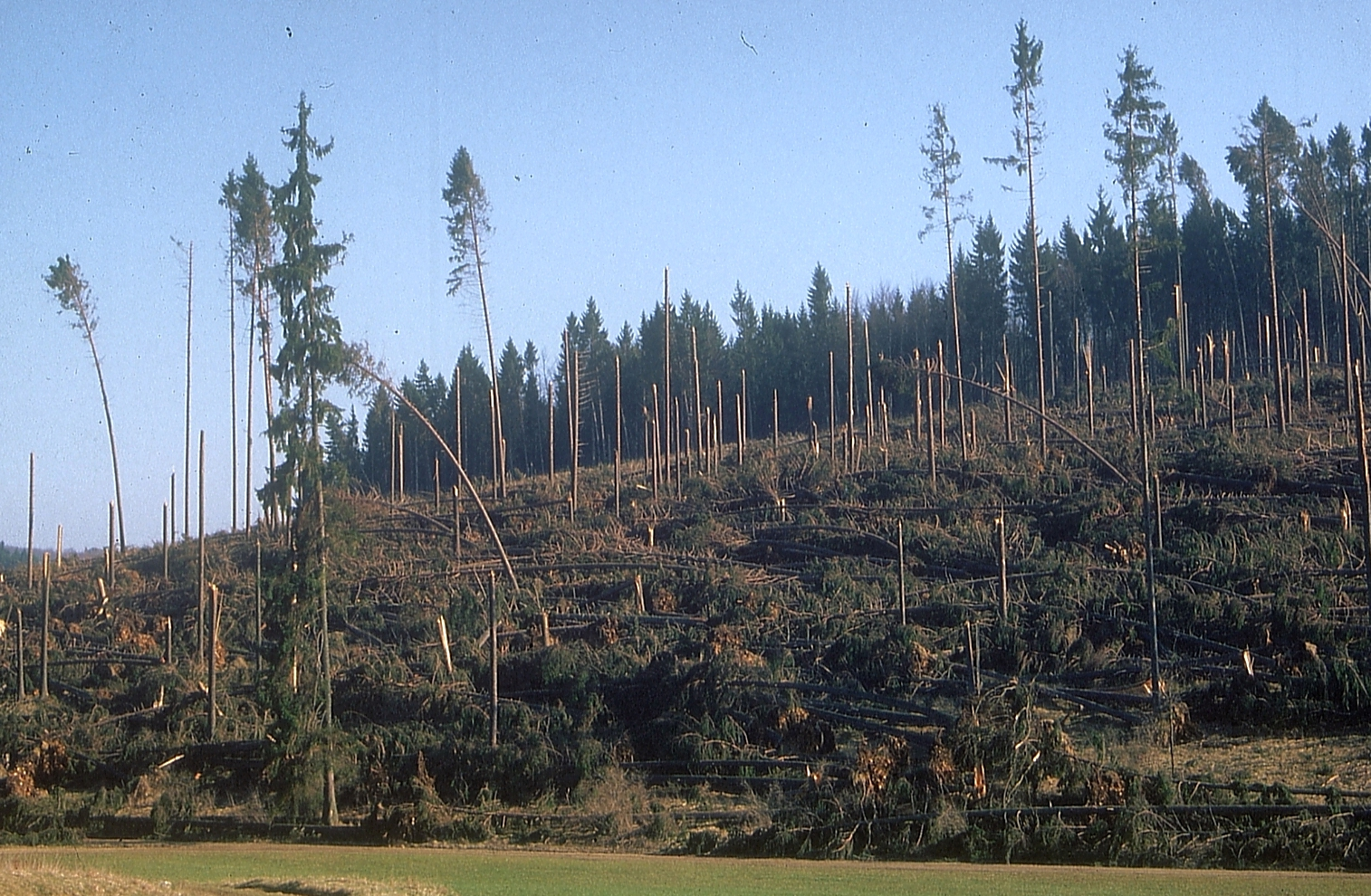
Durch Wiebke zerstörter Fichtenbestand bei Merklingen, Alb-Donau-Kreis

Nachfolgekosten entstanden durch die aufwändige Wiederaufforstung ehemaliger, nicht standortgerechter Nadelholzbestände mit Laubholz. Bei der gefährlichen Aufarbeitung des Sturmholzes kam es noch lange nach dem eigentlichen Sturmereignis durch hochschnellende Stämme aus Windwurfnestern zu Unfällen. Durch das kurzfristig in hohen Mengen anfallende Sturmholz kam ein Mehrfaches des jährlichen Einschlages an Nadelholz auf den Markt und führte zu einem Preisverfall. Außerdem konnte mancherorts jahrelang kein weiteres Nadelholz mehr eingeschlagen werden. Die Einrichtung und der Betrieb von Nasslagern für die Haltbarmachung des geborgenen Holzes verursachte mehrere Jahre lang zusätzlich hohe Kosten. Dadurch lässt sich der tatsächliche finanzielle Schaden, der durch den Orkan Wiebke entstand, letztlich nicht beziffern.
Wie nach anderen Stürmen auch, entstand ein Mangel an Langholztransportern, die benötigt wurden, um das anfallende Holz schnell abzutransportieren und somit Wertverluste zu vermeiden. Forstfirmen und Holztransporter aus Norwegen, Schweden, dem Nordwesten der USA und anderen Holz produzierenden Nationen wurden zur Hilfe nach Deutschland geholt und verursachten weitere Kosten. Durch schnelle Bringung und Nasslagerung des Nadelholzes konnte jedoch die Ausbreitung von Borkenkäfer-Kalamitäten verhindert werden.
Aon Benfield geht in seinem Bericht „Winterstürme in Europa – Historie von 1703 bis 2012“ von einem versicherten Schaden in Deutschland von 1,5 Milliarden Euro aus.